# NGC 5394
NGC 5394 é uma galáxia espiral barrada (SBb/P) localizada na direcção da constelação de Canes Venatici. Possui uma declinação de +37° 27' 13" e uma ascensão recta de 13 horas, 58 minutos e 33,7 segundos.
A galáxia NGC 5394 foi descoberta em 16 de Maio de 1787 por William Herschel.